# Gratian Mundadan
Gratian Mundadan CMI (* 15. Mai 1933 in Alangad, Kerala, Indien) ist emeritierter Bischof der Eparchie Bijnor.

## Leben
Mundadan trat am 16. Mai 1958 den Carmelites of Mary Immaculate, einem katholischen Männerorden, der zu mit Rom unierten Syro-Malabarischen Kirche gehört, bei. Er besuchte das Priesterseminar am Darmaram College in Bangalore und empfing am 17. Mai 1964 die Priesterweihe.
Als am 23. März 1972 die Apostolische Exarchie Bijnor durch die päpstliche Bulle Beatorum Apostolorum aus Gebieten des Bistums Meerut errichtet und der Obhut der Carmelites of Mary Immaculate übergeben wurde, wurde Mundadan zum Exarchen ernannt. Zu diesem Zeitpunkt unterrichtete er Mathematik an dem S. H. College in Thevara, Kerala. Er trat sein Amt am 25. Juli an. Fünf Jahre später, am 26. Februar 1977, erfolgte die Erhebung der Apostolischen Exarchie zur Eparchie durch die päpstliche Bulle Quae cum Romano Pontificatu und Mundadan wurde Bischof. Die Bischofsweihe spendete ihm am 6. November 1977 Joseph Kardinal Parecattil, Erzbischof von Ernakulam; Mitkonsekratoren waren Cecil DeSa, Bischof von Lucknow, und Januarius Paul Palathuruthy, Bischof von Chanda. Die Amtseinführung geschah am 8. Dezember 1977.
Am 14. August 2009 nahm Papst Benedikt XVI. Mundadans aus Altersgründen vorgebrachtes Rücktrittsgesuch vom Amt des Bischofs der Eparchie Bijnor an.